# Ulocymus gounellei
Ulocymus gounellei är en spindelart som beskrevs av Simon 1886. Ulocymus gounellei ingår i släktet Ulocymus och familjen krabbspindlar. Inga underarter finns listade i Catalogue of Life.